# Aubry-du-Hainaut
Aubry-du-Hainaut ist eine französische Gemeinde mit 1.715 Einwohnern (Stand: 1. Januar 2022) im Département Nord in der Region Hauts-de-France. Sie gehört zum Arrondissement Valenciennes und zum Kanton Aulnoy-lez-Valenciennes. Die Einwohner werden Aubrysiens genannt.

## Geographie
Aubry-du-Hainaut liegt etwa fünf Kilometer westnordwestlich des Stadtzentrums von Valenciennes. Umgeben wird Aubry-du-Hainaut von den Nachbargemeinden Raismes im Norden und Nordosten, Petite-Forêt im Osten, La Sentinelle im Südosten sowie Hérin im Süden und Westen.

## Bevölkerungsentwicklung
| Jahr                       | 1962 | 1968 | 1975 | 1982 | 1990 | 1999 | 2006 | 2013 | 2020 |
| Einwohner                  | 1039 | 1206 | 1245 | 1477 | 1444 | 1435 | 1442 | 1452 | 1720 |
| Quellen: Cassini und INSEE |      |      |      |      |      |      |      |      |      |

## Sehenswürdigkeiten
- Kirche Sainte-Marie-Madeleine aus dem Jahre 1548
- Burgruine Aubry aus dem 12. Jahrhundert, im 1526 geschleift
- Schloss Aubry-du-Hainaut aus dem 16. Jahrhundert
- Mühle Lequimme

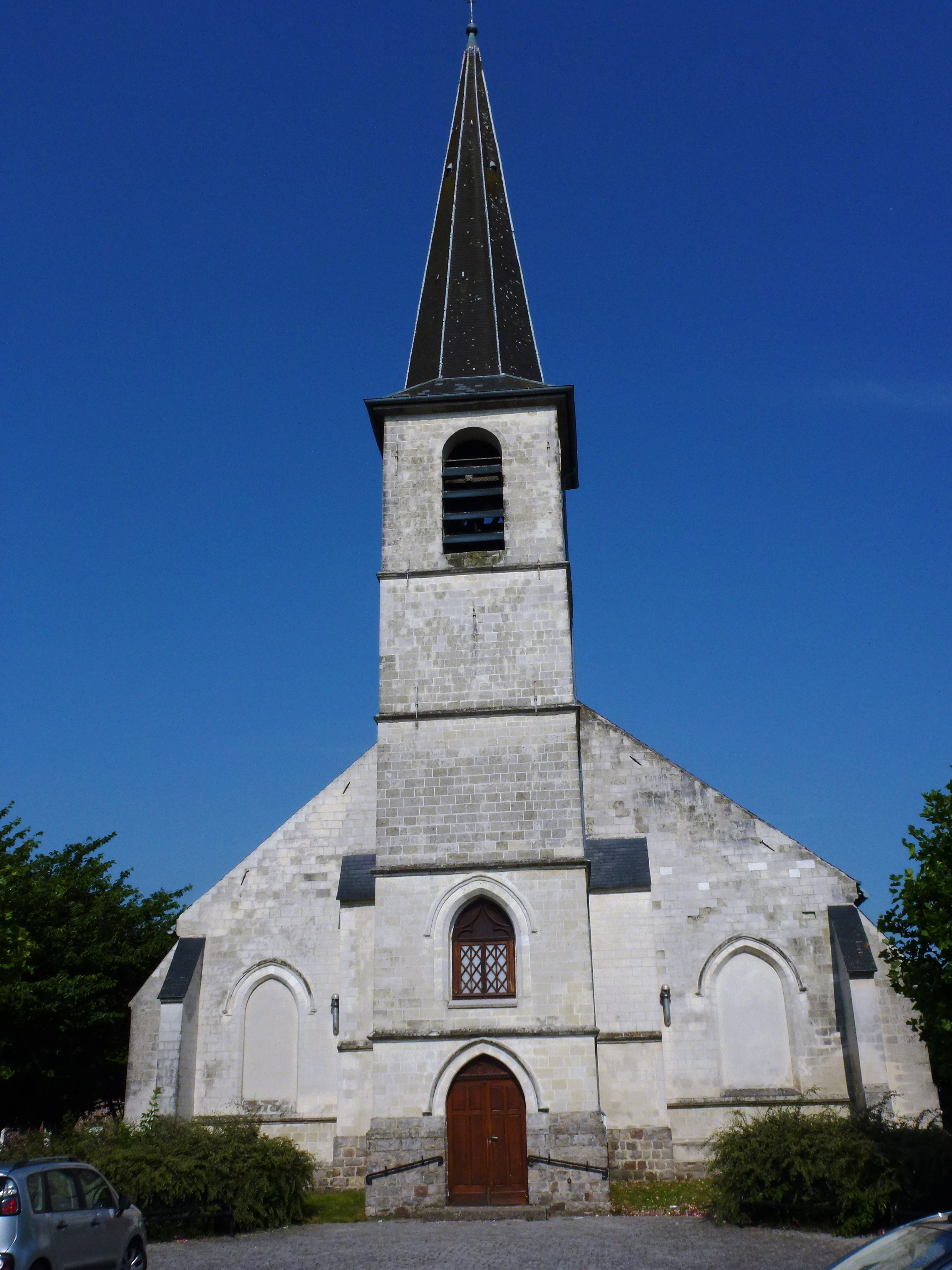
Kirche Sainte-Marie-Madeleine
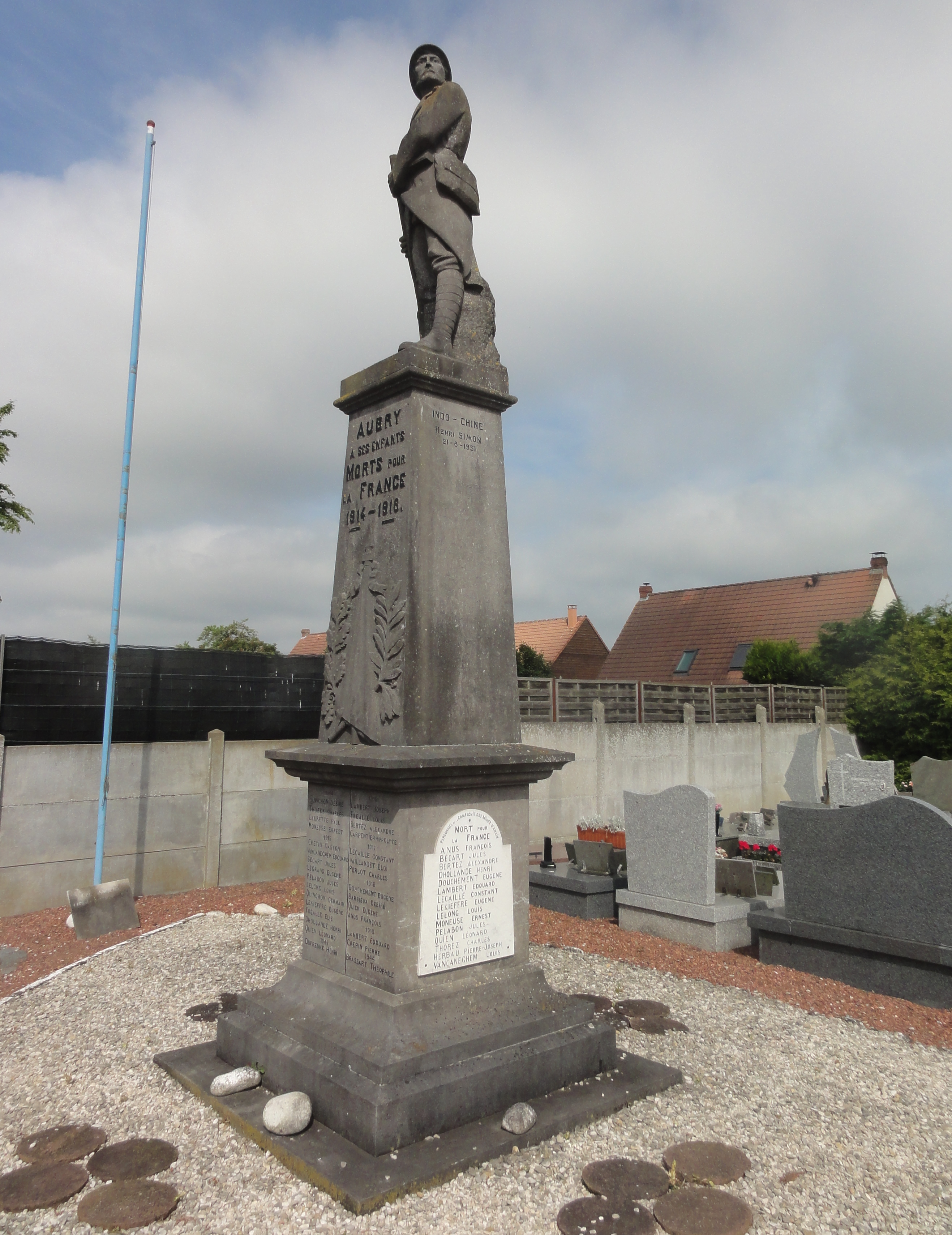
Gefallenendenkmal